# Gornja Bavarska
Gornja Bavarska (njemački: Oberbayern) jedan je od sedam upravnih okruga Bavarske u Njemačkoj. 

## Zemljopis
Gornja Bavarska nalazi se u južnom dijelu Bavarske, a u središtu je grad München, glavni grad države i sjedište okružne vlade. Iz tog razloga je Gornja Bavarska i daleko najnaseljenija administrativna jedinica u Bavarskoj. Podijeljena je u četiri područja planiranja (Planungsverband): Ingolstadt, München, Bayerisches Oberland (Bavarski gorski kraj) i Südostoberbayern (Jugoistočna Gornja Bavarska). Naziv 'Gornja Bavarska' odnosi se na relativni položaj prema Dunavu i njegovim pritocima: nizvodno Gornje Bavarske slijede Donja Bavarska, Gornja Austrija, Donja Austrija. 

Landkreise (okruzi): 
- Altötting
- Bad Tölz-Wolfratshausen
- Berchtesgadener Land
- Dachau
- Ebersberg
- Eichstätt
- Erding
- Freising
- Fürstenfeldbruck
- Garmisch-Partenkirchen
- Landsberg
- Miesbach
- Mühldorf
- München
- Neuburg-Schrobenhausen
- Pfaffenhofen
- Rosenheim
- Starnberg
- Traunstein
- Weilheim-Schongau

Kreisfreie Städte (gradski okruzi):
- Ingolstadt
- München
- Rosenheim

## Populacija
Povijest stanovništva Gornje Bavarske: 
| Godina | stanovnici |
| ------ | ---------- |
| 1840   | 711.861    |
| 1871   | 865.178    |
| 1900   | 1.351.086  |
| 1925   | 1.727.483  |
| 1939   | 1.999.048  |
| 1950   | 2.541.896  |
| 1960   | 2.844.910  |
| 1970   | 3.372.700  |
| 1980   | 3.657.776  |
| 1990   | 3.801.448  |
| 2000   | 4.083.077  |
| 2010   | 4.373.588  |

## Vanjske poveznice
- Službena web stranica Vlada Gornje Bavarske (dostupna na engleskom i njemačkom)
- Službena web stranica Okrug Gornja Bavarska(dostupna na njemačkom)
- Web stranica o turizmu (dostupna na engleskom i njemačkom)